# Надежда Михайлова
Надежда Ніколова Нейнськи (у шлюбі з 2009, відоміша за попереднім прізвищем Михайлова) — болгарська політична діячка. Міністерка закордонних справ (1997—2001), президент Союзу демократичних сил (ОДС з 11 березня 2002 року по 1 жовтня 2005 року, членкиня 37-х, 38-х, 39-х та 40-х Національних зборів. На виборах до Європейського Парламенту 2009 року була обрана депутаткою Європарламенту як лідерка списку кандидатів Blue Coalition. На виборах до Європейського Парламенту у 2014 році була лідером списку кандидатів «блакитної єдності», але не змогла стати депутатом Європарламенту.

## Біографія
Народилася 9 серпня 1962 року в Софії. Навчалася у 127 загальноосвітній школі «Іван Денкоглу». Закінчила іспанський мовний профіль 9-ї французької школи «Alfons de Lamartine». Закінчила болгарську філологію в Софійському університеті у 1985 році. До початку демократичних змін працювала перекладачкою іспанської поезії, англійської літератури та позаштатною журналісткою. 
Також працювала в Єгипті, де її тодішній чоловік був заступником начальника зовнішньоторговельного підприємства «Техноекспорт». У 1983 році одружилася з Каменом Михайловим, мала дочок Ніну і Віолету. У 2006 році розлучилася.
3 жовтня 2009 року Надежда Михайлова одружилася зі Світлиною Нейнськи. Євродепутатка і бізнесмен уклали цивільний шлюб у посольстві Болгарії в Мадриді.

## Політична діяльність
Політичну кар'єру розпочала з відновленої Радикально-демократичної партії 1989 року, що входила до складу Коаліції Союзу демократичних сил (СДС). Під час виборчої кампанії 1991 року очолила пресцентр СДС, а після виборів стала головою пресцентру і прессекретаркою уряду Філіпа Димитрова. У 1994 році була обрана депутаткою 37-ї Національної Асамблеї (1994—1997). У квітні 1995 року стала заступницею голови АДС. Обрана депутаткою 38-ї Національної асамблеї у 1997 році, але стала міністеркою закордонних справ (1997—2001) в уряді Івана Костова. З 1999 по 2006 рік була віцепрезидентом Європейської народної партії (ЄНП) і співголовою Комітету ЄНП з міжнародних відносин.
У вересні 1999 року у публічному просторі був оприлюднений запис, на якому було чутно, як під час передвиборчого інструктажу у Ловечі Михайлова закликає місцевих функціонерів СДС «нагодувати» журналістів, щоб здобути їхню прихильність.
У 2001 році обрана депутаткою 39-ї Національної асамблеї, де стала головою парламентської групи «Об'єднання демократичних сил» (ОДС), а після розпаду коаліції у 2004 році — групи СДС. 11 березня 2002 року обрана головою СДС. Після слабкої презентації партії на місцевих виборах 2003 року та парламентських виборах 2005 року вона втратила посаду, поступившись експрезиденту Петру Стоянову. З 2005 року є депутаткою 40-ї Національної Асамблеї.
Дехто звинувачує Михайлову в причетності до нечистих приватизаційних угод її колишнього чоловіка Камена Михайлова у зв'язку з придбанням у 1998 році «Автотранссервісу» — колишніх гаражів ЦК БКП.
У 2004 році Надежда Михайлова стала головою Інституту демократії та стабільності в Південно-Східній Європі. З 2006 року була членом Міжнародної консультативної ради проєкту «Демократична коаліція» і членкинею Консультативної групи «Круглий стіл» з Суданського лідерства при Південній Раді зі співробітництва.
2007 року стає головою Спілки малих і середніх підприємств у Болгарії (СМСП). У 2007 році обрана віцепрезидентом Спілки малих і середніх підприємств Європейської народної партії.
Кавалер Національного ордену Почесного легіону — удостоєна вищої державної нагороди Франції, указом Президента Республіки Ніколя Саркозі за внесок у розвиток двосторонніх відносин і спільну європейську справу. Нагороду їй вручив посол Етьєн де Понсен 7 жовтня 2008 року у посольстві Французької Республіки в Софії.
З 2009 по 2014 рік вона — депутатка Європейського Парламенту.
З середини 2015 року — амбасадорка Болгарії в Туреччині.